# Grass Valley (Oregon)
Grass Valley è una città degli Stati Uniti d'America situata nell'Oregon, nella Contea di Sherman.